# Costa Crociere

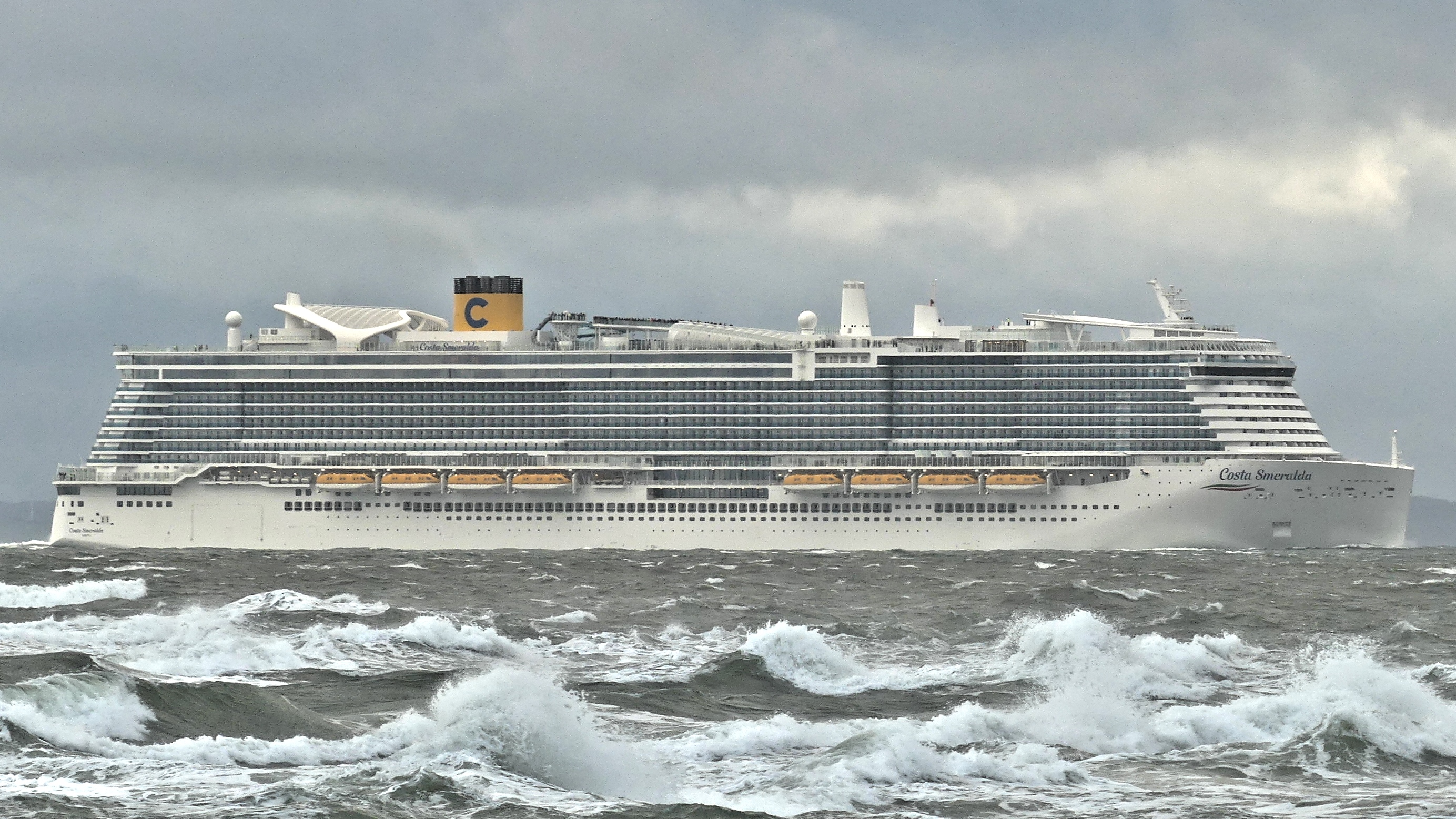
Costa Smeralda, het nieuwste en grootste Costa schip ooit. (2019)

Costa Crociere S.p.A. (Nederlands: Costa Cruises) is een Italiaanse rederij die cruises verzorgt. Het is de grootste cruisemaatschappij van Europa en wereldwijd nummer drie. Costa Crociere is onderdeel van Carnival Corporation & plc. De Duitse cruisemaatschappij AIDA Cruises is onderdeel van Costa Crociere.

## Geschiedenis

### 1854-1947 Ontstaan en goederenvervoer
De rederij werd in 1854 in Genua Italië opgericht door Giacomo Costa onder de naam Giacomo Costa fu Andrea en hield zich de eerste 100 jaar vooral bezig met het transport van goederen (olijven en textiel) tussen Sardinië en Ligurië. Dit breidde zich snel uit over de gehele Middellandse Zee en verder. Tegen het einde van de 19e eeuw werden zelfs al havens aangedaan in Australië om de daar naartoe geëmigreerde Italianen te voorzien van verschillende Italiaanse producten. In 1924 ging het bedrijf over op Giacomo’s zonen, Federico, Enrico en Eugenio. Vanaf 1930 ontstond het gebruik om hun vrachtschepen te vernoemen naar familienamen zoals de Costa Federico (1931) en enkele jaren later de Costa Enrico en de Costa Eugenio (1934). Na de Tweede Wereldoorlog bleef er één vrachtschip over, de Costa Langano (1928).

### 1947-1960 De start van het personenvervoer
In 1947 veranderde de familie Costa de naam van hun bedrijf in Costa Armatori S.p.A met de handelsnaam Linea C.
Na de oorlog kwam een stroom emigranten van Europa naar met name de Verenigde Staten en Zuid-Amerika op gang. Om aan deze vraag te voldoen maakte op 31 maart 1948 de Anna C (1948-1971) als eerste passagiersschip van deze rederij, met 768 passagiers aan boord, de overtocht van Genua naar Rio de Janeiro en Buenos Aires, waarmee de periode van personenvervoer begon. In 1959 kwam de rederij als eerste met een schip dat specifiek voor cruises was omgebouwd, de Franca C.

### 1960-2000 De opkomst van Costa Cruises
In 1986 veranderde Linea C de naam van de rederij in Costa Cruises S.p.A. In 1989 ging het bedrijf naar de beurs. In 1997 werd de rederij gekocht door Carnival Corporation en Airtours PLC voor $300 miljoen. Costa Cruises was op dat moment de grootste rederij in Europa met een marktaandeel van 19%. Carnival en Airtours werden beide voor 50% eigenaar van Costa Cruises.

### 2000-2010 De jaren van expansie
In september 2000 nam Carnival Corporation voor $525 miljoen de aandelen van Airtours over en werd daarmee de enige eigenaar van Costa Cruises. In de periode 2001 en 2002 werden de Costa Tropicale en Costa Europa in gebruik genomen. Tussen 2003 en 2004 werden daar nog drie schepen aan toegevoegd, de Costa Fortuna, de Costa Magica en de Costa Mediterranea, de laatste is het zusterschip van de Costa Atlantica. Eind november 2003 werd de Palacrociere, de nieuwe cruiseterminal in Savona, in gebruik genomen.
In 2004 werd AIDA Cruises, marktleider van cruises in Duitsland, overgenomen. In 2006 begon de onderneming haar expansie in Azië, waar zij als eerste ter wereld cruises in China en de Verenigde Arabische Emiraten verkocht. Tussen 2006 en 2007 kwamen nog twee schepen in de vaart , de Costa Concordia en de Costa Serena. Op 24 april 2007 werd in Barcelona een nieuwe cruiseterminal in gebruik genomen, als thuishaven voor de dan nieuw opgerichte cruisemaatschappij Ibero Cruceros, een samenwerkingsverband tussen Carnival Corporation en Orizonia Corporaciòn, dat zich richt op de Spaanse markt. Costa Cruises krijgt de zeggenschap over Ibero Cruceros.
Op 5 juni 2009 werden de Costa Luminosa en Costa Pacifica aan de vloot toegevoegd. Beide schepen zijn gebouwd door dezelfde scheepswerf en worden gelijktijdig op dezelfde dag in Genua gedoopt. Dit is in de geschiedenis nog nooit gebeurd en wordt als record opgenomen in het Guinnessbook of Records. In 2010 en 2011 worden Costa Deliziosa en Costa Favolosa aan de vloot toegevoegd.

### 2020-
Begin 2020 telt de rederij 15 schepen die alle onder de Italiaanse vlag varen en de Caraïben, Middellandse Zee, Rode Zee, Noord-Europa, Zuid-Amerika, Indische Oceaan, Dubai, Azië en de Verenigde Arabische Emiraten aandoen. Verder biedt deze rederij elk jaar een wereldcruise aan.

## Costa en de Nederlandse markt
In het zomerseizoen voert Costa verschillende cruises uit in Noord-Europa. Hierbij is onder andere Amsterdam met zijn Passenger Terminal Amsterdam de thuisbasis. Vanuit Amsterdam worden cruises verzorgd naar Scandinavië en de Baltische staten.
Nederland is een seizoensbestemming; het wordt alleen van mei tot en met september aangedaan. Daarnaast worden de afvaarten op de Middellandse Zee en Azië het hele jaar door voorzien. De Caraïben, Zuid-Amerika, Indische Oceaan, Rode Zee en Dubaï zijn bestemmingen die net zoals die in Noord-Europa seizoensafhankelijk zijn, maar in dit geval winterbestemmingen.

## Vloot
Op 1 januari 2020 bestaat de vloot van Costa bestaat uit 15 schepen. Het nieuwste en grootste Costa schip ooit, de Costa Smeralda, is gebouwd door de Duitse Meyer Werft in Turku in Finland en vaart sinds december 2019. Deze scheepsbouwer bouwt ook nog een tweede cruiseschip voor Costa, de (Costa Toscana), dat in juni 2021 klaar moet zijn. Beide schepen zullen als eerste cruiseschepen in de geschiedenis worden voortgedreven op vloeibaar aardgas en komen qua ontwerp overeen met de AIDA Prima van zusteronderneming AIDA Cruises. De schepen zullen plaats bieden aan 6600 passagiers en het ontwerp is in handen van Adam D. Tihany.
Costa Cruises ontwikkelde de afgelopen jaren ook een zijtak in haar vloot, de Neo Collection, bestaande uit kleinere cruiseschepen. In 2018 waren dit de neoClassica, de neoRiviera en de neoRomantica. Twee van deze ‘neo’ schepen zijn inmiddels verkocht en in januari 2020 maakt alleen de neoRomantica nog deel uit van deze Neo Collection. De neoRiviera werd op 30 november 2019 overgedragen aan zustermaatschappij Aida (beide cruisemaatschappijen zijn onderdeel van het overkoepelende Carnival Corporation & plc. Het schip vaart nu onder de naam AIDAmira. De neoClassica werd in maart 2018 verkocht aan rederij Bahama Paradise Cruise en vaart daar nu onder de naam Grand Classica.
Ook de markt in Asia nam enorm toe en daarom besloot Costa Cruises een aantal schepen in Aziatische wateren te laten varen. Momenteel varen daar de Costa Fortuna, Costa Victoria, Costa Serena en de Costa Atlantica. Dit onder de Costa Asia aftakking van de rederij.

### Huidige schepen
- Costa Atlantica (2000)
- Costa Mediterranea (2003)
- Costa Fortuna (2003)
- Costa Magica (2004)
- Costa Serena (2007)
- Costa Luminosa (2009)
- Costa Pacifica (2009)
- Costa Deliziosa (2010)
- Costa Favolosa (2011)
- Costa Fascinosa (2012)
- Costa Diadema  (2014)
- Costa Venezia  (2019)
- Costa Smeralda  (2019)
- Costa Firenze  (2019)
- Costa Toscana  (2021)

### Voormalige schepen
- Maria C (1947-1952)
- Giovanna C (1947-1953)
- Luisa C (1947-1951)
- Anna C 1 (1948-1971)
- Anna C 2 (1971-1981)
- Andrea C (1948-1981)
- Franca C (1952-1977)
- Bianca C (1)(Melanasian) (1957-1963)
- Federico C  (1958-1983)
- Bianca C (2) (1959-1961)
- Provence - Enrico C - Enrico Costa (1962-1994)
- Eugenio C - Eugenio Costa (1966-1996)
- Carla C - Carla Costa (1968-1992)
- Flavia (schip, 1968) (1968-1982)
- Fulvia (1969-1970)
- Italia (schip, 1967) (1967-1983)
- Danae (schip, 1979) (1979-1992)
- Daphne (schip, 1979) (1979-1997)
- Columbus C (1981-1984)
- Costa Riviera - American Adventure - Costa Riviera (1983-2002)
- Costa Marina (1990-2011)
- Costa Classica (1991-2014) (vanaf 2014 neoClassica)
- Costa Allegra (1992-2012)
- Costa Romantica (1993-2003) (vanaf 2003 neoRomantica)
- Costa Playa (1995-1998)
- Costa Tropicale (2001-2005)
- Costa Europa (2002-2010)
- Costa Concordia (2006-2012)
- Costa neoRiviera (2013-2019) Neo Collection
- Costa Celebration (2014-2014)
- Costa neoClassica (1991-2018) Neo Collection (tot 2014 Classica)
- Costa Victoria (1996-2020)

### Charter (gehuurde) schepen
- Amerikanis (1980-1984)
- Angelina Lauro (1978-1979)
- Leonardo da Vinci
- World Renaissance